# Якоби, Рикарда
Рикарда Якоби (нем. Ricarda Jacobi; 7 июня 1923, Брауншвейг — 23 января 2020, Дармштадт) — немецкая художница-экспрессионист.

## Биография
После окончания школы, в 1942—1944 годах училась в Высшей школе искусств в Берлине. Ученица Вилли Якеля, видного представителя экспрессионизма в живописи Германии. Продолжила учёбу в Мюнхенской академии изобразительных искусств.
С 1946 по 1949 год занималась в классе живописи известного экспрессиониста Эрвина Хаса в замке Гибихенштайн (Галле).
В 1953 году впервые приняла участие в школе Международной летней академии изящных искусств в Зальцбурге, основанной Оскаром Кокошкой (1953—1957); в последующем регулярно успешно участвовала в этой летней академии. Находилась под влиянием Оскара Кокошки, с которым художница была связан всю свою жизнь.
Рикарда Якоби считала себя прежде всего художницей-портретистом. Создала обширную портретную галерею ряда выдающихся современников. Кроме того, она автор натюрмортов, колористических картин, хотя основным направлением её живописи был поиск человеческого образа.

## Награды
- 1954 - Зальцбургская премия по искусству
- 1957 — Премия Оскара Кокошки